# Warmachine
Warmachine ist ein im Jahr 2002 erschienenes Tabletopspiel der Firma Steamforged Games, die 2024 die Rechte von Privateer Press kauften. Die deutsche Version erschien bis 2017 bei Ulisses Spiele.  

## Übersicht
Vor dem Hintergrund der Eisernen Königreiche (engl. Iron Kingdoms) spielt Warmachine in einer fortschrittlichen Fantasywelt, in der, neben den gängigen Elementen wie Magie, Fantasie-Rassen und Drachen, auch durch Dampfkraft betriebene Kriegsmaschinen, die Warjacks, eine wesentliche Rolle spielen. Diese Warjacks bilden, kontrolliert durch mächtige Kriegsmagier, die Warcaster genannt werden, auch den Kern einer Warmachine-Armee.
Bei Warmachine wird im Vergleich mit anderen Tabletopsystemen wie Warhammer mit wenigen Modellen gespielt. Die Einstiegsgröße liegt für gewöhnlich bei drei bis sechs Modellen, 40 Modelle und mehr entsprechen bereits größeren Schlachten. Durch die geringe Anzahl an Modellen erreicht Warmachine auch einen schnellen Spielablauf, so dass ein Spiel von durchschnittlicher Größe bereits in etwas mehr als einer Stunde gespielt werden kann. Zusätzlich benutzt das Spielsystem Spielkarten, die alle Werte und Sonderregeln der Modelle beinhalten und so das für viele Spieler nervige Regelbuchnachschlagen überflüssig machen, da der Spieler auf diesem Wege alles Wichtige wie Werte und Sonderregeln „auf der Hand“ hat.
Warmachine gewann den Origins Award 2005 als Game of the Year.
Folgende Fraktionen stehen zur Auswahl:
- Cygnar
- Cryx
- Khador
- Konvergenz von Cyriss
- Protektorat von Menoth
- Söldner
- Vergeltung von Scyrah

Diese Fraktionen stehen sich in wechselnden Bündnissen meist feindlich im Westen des Kontinent Immoren der Welt Caen gegenüber.

### Warmachine Mark I
- Warmachine: Prime – 2003
- Warmachine: Escalation – 2004
- Warmachine: Apotheosis – 2005
- Warmachine: Superiority – 2006
- Warmachine: Prime Remix – 2007
- Forces of Warmachine: Pirates of the Broken Coast – 2007
- Warmachine: Legends – 2008

### Warmachine Mark II
- Warmachine: Prime MKII – 2010
- Warmachine: Zorn (engl. Wrath) – 2011
- Warmachine: Kolosse (engl. Colossals) – 2012
- Warmachine: Rache (engl. Vengeance) – 2014
- Warmachine: Abrechnung (engl. Reckoning) – 2015

### Forces of Warmachine
Forces of Warmachine ist eine Serie von Ergänzungsbüchern, die nur auf eine Fraktion fokussiert sind, ganz im Gegensatz zu den anderen Erweiterungen.
- Forces of Warmachine: Vergeltung von Scyrah (engl. Retribution of Scyrah) – 2009
- Forces of Warmachine: Cygnar – 2010
- Forces of Warmachine: Khador – 2010
- Forces of Warmachine: Protektorat von Menoth (engl. Protectorate of Menoth) – 2010
- Forces of Warmachine: Cryx – 2010
- Forces of Warmachine: Söldner (engl. Mercenaries) – 2010
- Forces of Warmachine: Konvergenz von Cyriss (engl. Convergence of Cyriss) – 2013

### Warmachine Mark III
- Warmachine Prime Mk3 - 2016

### Streitmächte von Warmachine
Streitmächte von Warmachine sind die Mark III Version der Forces of Warmachine.
- Streitmächte von Warmachine: Protektorat von Menoth Kommandoband 2017
- Streitmächte von Warmachine: Cygnar Kommandoband 2017
- Streitmächte von Warmachine: Khador Kommandoband 2017
- Streitmächte von Warmachine: Cryx Kommandoband 2017

Das Magazine „No Quarter“ enthält in jeder Ausgabe neue Regeln für Charaktere oder Einheiten. Es erscheint alle zwei Monate in englischer Sprache und enthält neben Bemal- und Basteltipps gelegentlich auch experimentelle Regeln.
2015 erschien eine Zusammenfassung von Themenarmeen unter No Quarter präsentiert Streitmächte des Ruhms.
Zwar bezeichnet Privateer Press sein Spielsystem als „Full Metal Tabletop“, doch seit September 2009 erscheinen vereinzelte Bausätze auch aus Kunststoff.
Am 8. Februar 2017 veröffentlichte Privateer Press das erste sogenannte dynamische Update des Spielsystems. Kurz zuvor war angekündigt worden, dass die Regeln zukünftig im Rahmen einer „Spieleentwicklung mit integrierter Community“ regelmäßig angepasst werden sollen. Hierdurch sollen beispielsweise kleinere Mankos der Regeln behoben werden.
Am 3. Juni 2024 gab Steamforged Games bekannt die Rechte an Warmachine und den Eisernen Königreiche gekauft zu haben.

## Hordes
Seit 2006 existiert ein Schwesterspielsystem, Hordes, das mit Warmachine kompatibel ist.
Folgende Fraktionen stehen zur Auswahl:
- Everblights Legion
- Lakaien
- Skorne
- Trollblütige
- Zirkel Orobos

Mit den Skorne wurde eine Fraktion aus dem Osten Immoren hinzugefügt, so dass sich nun nahezu der ganze Kontinent als Schlachtfeld darbietet.

### Hordes Mark I
- Hordes: Primal MK I (2006)
- Hordes: Evolution (2007)
- Hordes: Metamorphosis (2009)

### Hordes Mark II
- Hordes: Primal MK II (2010)
- Hordes: Vorherrschaft (engl. Domination) (2011)
- Hordes: Giganten (engl. Gargantuans) (2013)
- Hordes: Exigenz (engl. Exigence) (2014)
- Hordes: Vernichtung (engl. Devastation) (2015)

### Forces of Hordes
Forces of Hordes ist eine Serie von Ergänzungsbüchern, die nur auf eine Fraktion fokussiert sind, ganz im Gegensatz zu den anderen Erweiterungen.
- Forces of Hordes: Skorne – (2010)
- Forces of Hordes: Trollblütige (engl. Trollbloods) – (2010)
- Forces of Hordes: Everblights Legion (engl. Legion of Everblight) – (2010)
- Forces of Hordes: Zirkel Orobos (engl. Circle of Orboros) – (2010)
- Forces of Hordes: Lakaien (engl. Minions) – (2010)

### Hordes Mark III
- Horde: Primal Mk3 – (2016)

### Streitmächte von Hordes
Streitmächte von Hordes sind die Mark III Version der Forces of Hordes.
- Streitmächte von Hordes: Everblights Legion Kommandoband – (2017)
- Streitmächte von Hordes: Zirkel Orboros Kommandoband – (2017)
- Streitmächte von Hordes: Trollblütige Kommandoband – (2016)

## Warmachine Tactics
Am 14. August 2009 wurde von Privateer Press bekannt gegeben, dass an einem Warmachine Videospiel gearbeitet würde. Das Spiel wird von dem in Los Angeles ansässigen Studio WhiteMoon Dreams entwickelt.
Am 10. Juli 2013 wurde von Privateer Press eine Kickstarter-Kampagne gestartet, um die Entwicklung von Warmachine Tactics zu unterstützen. Das angepeilte Ziel von 550.000 US-Dollar wurde um das ca. dreifache übertroffen. Es kamen fast 1,6 Millionen US-Dollar durch Spenden zusammen.
Am 9. Juli 2014 wurde auf der Steam-Plattform eine „Early-Access“ Version von Warmachine Tactics veröffentlicht. Es handelt sich dabei um eine spielbare Vorabversion eines 3D-Taktik-Spieles, welches die Fraktionen und Modelle, sowie die Regeln der Tabletopvorlage beinhaltet.

## Iron Kingdoms
Seit 2012 gibt es mit Iron Kingdoms ein Rollenspiel in den Eisernen Königreichen, das auf den Spielmechaniken der Tabletops basiert und seit 2013 auch auf Deutsch vorliegt.
2016 wurde mit Entfesselt (engl. Unleashed) Fraktionen von Hordes mit im Rollenspiel eingebunden.
- Iron Kingdoms Das Rollenspiel zu Warmachine – Grundregeln
- Iron Kingdoms Spielleiterset
- Iron Kingdoms Stadtkompendium
- Iron Kingdoms Könige, Nationen und Götter
- Iron Kingdoms Monsternomicon

- Iron Kingdoms Entfesselt: Grundregeln
- Iron Kingdoms Entfesselt: Das Skorne-Imperium
- Iron Kingdoms Entfesselt: Spielleiterset
- Iron Kingdoms Entfesselt: Abenteuerset

## Brettspiele
Mit Iron Kingdoms: Die Unterstadt und Iron Kingdoms: Witwerwald entstanden 2 Brettspielableger.
Zu beiden gibt es auch schon Erweiterungen:
- Undercity Black River Irregulars Expansion
- Witwerwald – Die Wandelnden Toten

## Kartenspiele
Ebenfalls in den Iron Kingdoms sind die Kartenspiele Warmachine High Command  und Hordes High Comand angesiedelt.
Dazu erschienen verschiedene Erweiterungen. Die Spiele sind derzeit nur in Englisch erhältlich.

### Warmachine High Command
Die Box enthält 386 Karten für 4 Fraktionen:
- Cygnar
- Khador
- Menoth
- Cryx

Folgende Erweiterungen erschienen dazu:
- The Big Guns (2013)
- Into the Breach (2014)
- Heroes & Legends (2014)
- Colossal Warfare (2014)

Jede Erweiterung enthält jeweils 21 neue Karten für die oben genannten Fraktionen.
Weiterhin erschien mit Invasion of Sul Campaign eine Kampagnenbox mit 94 Karten, wovon 16 auf die jeweiligen Fraktionen entfallen.

### Warmachine High Command Faith & Fortune
Die Box enthält 386 Karten für 4 Fraktionen:
- Scyrah
- Cyriss
- Highborn Covenant
- Four Star Syndicate

Folgende Erweiterungen erschienen dazu:
- Escalating Conflict (2014)
- Engines of Destruction
- Ultimate Weapons

### Hordes High Comand
Die Box enthält 386 Karten für 4 Fraktionen:
- Trollbloods
- Orboros
- Everblight
- Skorne

Folgende Erweiterungen erschienen dazu:
- Savage Guardians (2014)
- Elemental Rage (2014)
- Immortal Tales (2014)
- Gargantuan Might (2014)

Jede Erweiterung enthält jeweils 21 neue Karten für die oben genannten Fraktionen.
Weiterhin erschien mit Castle of the Keys Campaign eine Kampagnenbox mit 94 Karten, wovon 16 auf die jeweiligen Fraktionen entfallen.

### High Command Rapid Engagement
2015 erschien die Box mit 132 Karten, in der sich Khador (Warmachine) und Orboros (Hordes) gegenüberstehen.